# ふじみ湖

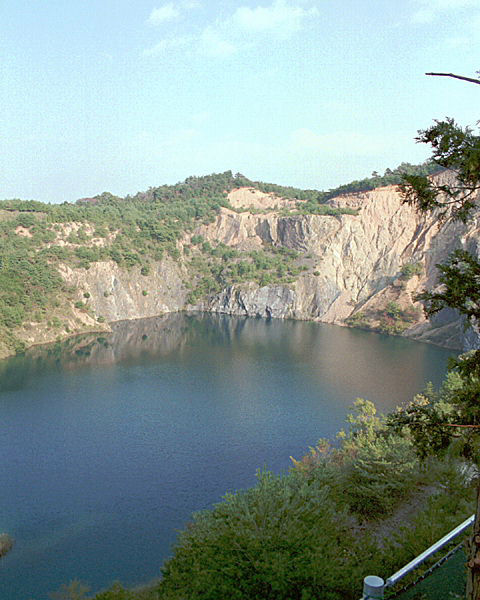
ふじみ湖

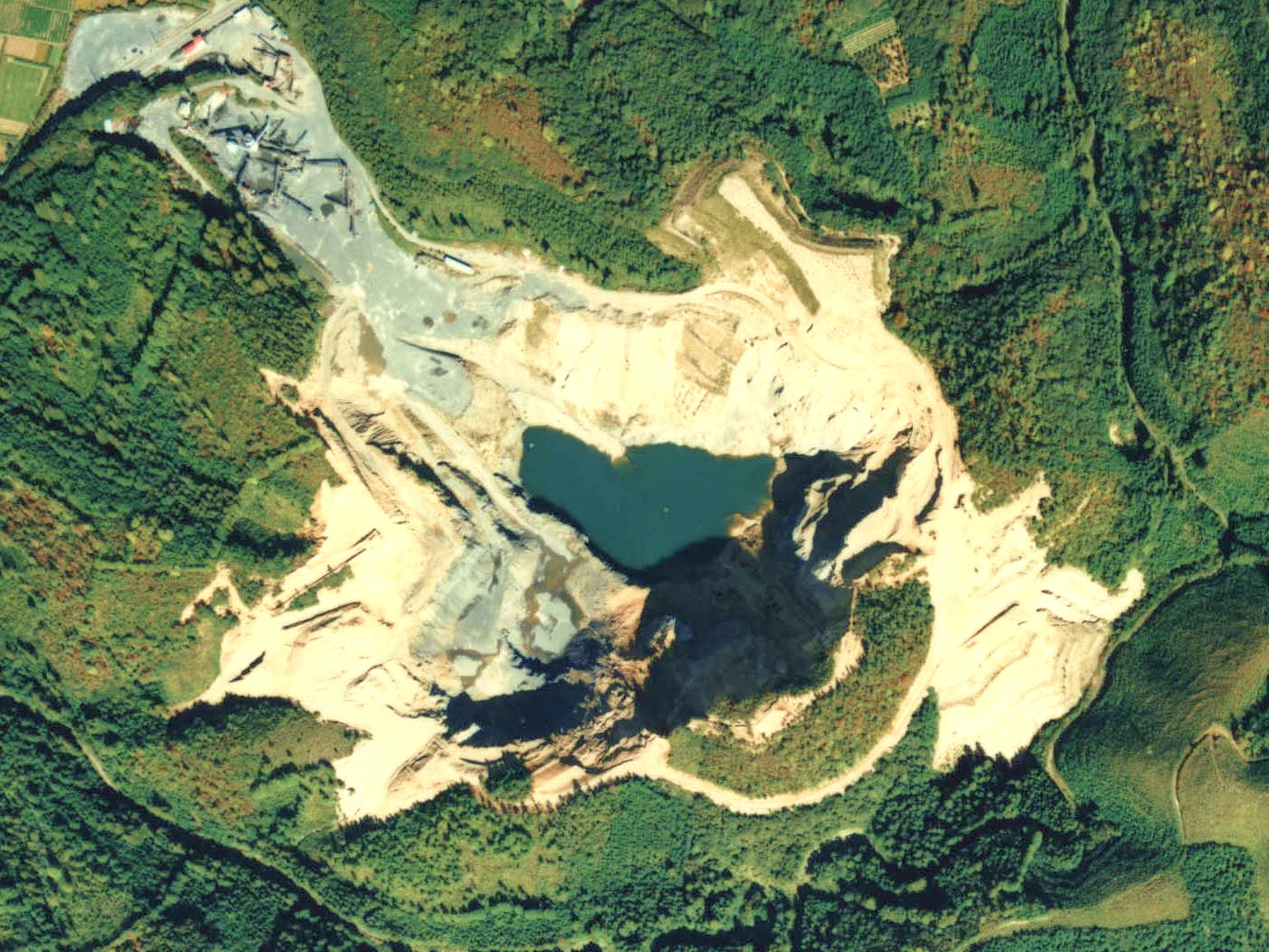
昭和61年撮影の、ふじみ湖の空中写真。（1986年撮影）

ふじみ湖（ふじみこ）は、茨城県笠間市滝沢にかつて存在した湖。

## 概要
湖ができたのは1986年頃。実質的には入会地であった村有林が町村合併の際に民間業者に払い下げられ、採石場となった。しかし湧水が激しく、採石場は放棄され、湖となった。周囲1キロ、水深39メートル。ふじみ湖という名称は、近隣にあった富士浅間神社より、地元のひとが通称として名づけたもの。長期にわたって湖として放置されたことから、生態系が構成され、トンボなどの生息地として知られるようになった。
その後、産業廃棄物処分場「エコフロンティアかさま」の計画が持ち上がり、2002年10月1日に着工、埋め立てられて消滅した。なお、埋め立ておよび処分場建設については、湖という貴重な自然環境の保護という観点以外に、処分場という性質から地下水汚染をはじめとした環境汚染が懸念されることなどから付近住民の激しい反対・抗議活動が行われ、マスコミ（「噂の!東京マガジン」など）にも取り上げられた。

## ふじみ湖裁判
2002年11月1日、ふじみ湖の埋め立ておよびエコフロンティアかさまの建設に反対する周辺住民が中心となり結成した原告団が、水戸地方裁判所に対してエコフロンティアかさまの建設工事差し止めの仮処分の申し立てを行った。しかし2004年6月21日、原告団側の主張のほとんどは認められず、この仮処分申し立ては却下された。（水戸地方裁判所 平成14年（ヨ）第181号 廃棄物最終処分場等建設差止仮処分命令申立事件）